# 8115 Sakabe
8115 Sakabe è un asteroide della fascia principale. Scoperto nel 1996, presenta un'orbita caratterizzata da un semiasse maggiore pari a 2,2670516 UA e da un'eccentricità di 0,1491306, inclinata di 4,46387° rispetto all'eclittica.